# Temple d'Amenofis III
El temple d'Amenhotep III o d'Amenofis III (nom grec del faraó), conegut avui amb el nom de Kom el-Hettân (en àrab كم الحيطان, Kum al-Ḫīṭṭān, 'pujol de gres'), és un temple o casa del milió d'anys situat a la zona dels temples de la necròpoli tebana, a l'oest de Luxor. Va ser construït pel faraó Amenhotep III (també anomenat Amenofis III) com a temple mortuori. És el més gran de la zona de l'antiga Tebes, fins i tot més que el Ramesseum i el temple de Karnak. L'arquitecte es deia també Amenhotep, fill d'Hapu, i va tenir el seu propi temple a la zona. Estava dedicat a Amon. Es va construir durant deu anys.

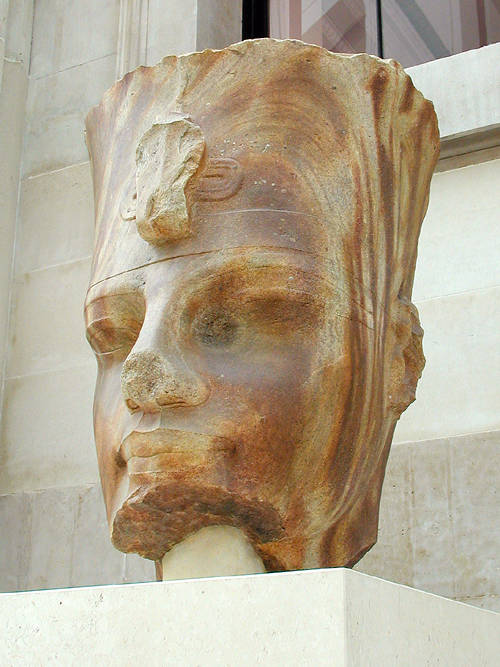
Cap d'una estàtua colossal d'Amenofis III originari de Kom el-Hettan, avui al Museu Britànic

Va decaure ràpidament i els seus materials es van usar per a fer altres temples. Les principals restes que en queden són els colossos de Memnon que estaven a l'entrada; altres fragments, estàtues i elements trobats estan als principals museus arqueològics del món.
Des del 1996 l'egiptòloga armènia Hourig Sourouzian dirigeix els treballs de restauració, excavació i rescat dels elements arquitectònics i les estàtues que s'han trobat al temple. Les investigacions van començar arran d'un incendi que es declarà a la zona. Hourig Sourouzian i el seu marit, l'egiptòleg alemany Rainier Stadelmann, que aleshores treballaven en el temple de Merenptah molt a prop d'allà, van buscar suport internacional i fons per poder recuperar i restaurar alguns elements arquitectònics molt malmesos pel foc; el 1998 van aconseguir que declaressin el temple un dels "100 jaciments (arqueològics) més amenaçats". L'any 2000, quan se'ls acabava el finançament, una mecenes francesa els va subvencionar les excavacions que han permès recuperar part d'alguns elements arquitectònics, diverses estàtues del faraó, de la seva gran esposa reial, la reina Tiy, i d'alguns déus, entre els quals destaquen les estàtues de la dea Sekhmet. També han trobat objectes i figuretes, alguns fets d'alabastre.